# Sternarchorhynchus mormyrus
Sternarchorhynchus mormyrus és una espècie de peix pertanyent a la família dels apteronòtids.

## Descripció
- Pot arribar a fer 54 cm de llargària màxima.[6][7]

## Hàbitat
És un peix d'aigua dolça, bentopelàgic i de clima tropical, el qual sembla preferir les zones més fondes dels grans rius per viure-hi.

## Distribució geogràfica
Es troba a Sud-amèrica: la conca del riu Amazones (des de Manaus fins a Iquitos -el nord-est del Perú-, incloent-hi el  riu Negro) i la conca del riu Orinoco a Veneçuela i el sud-est de Colòmbia.

## Observacions
És inofensiu per als humans.